# MVSA

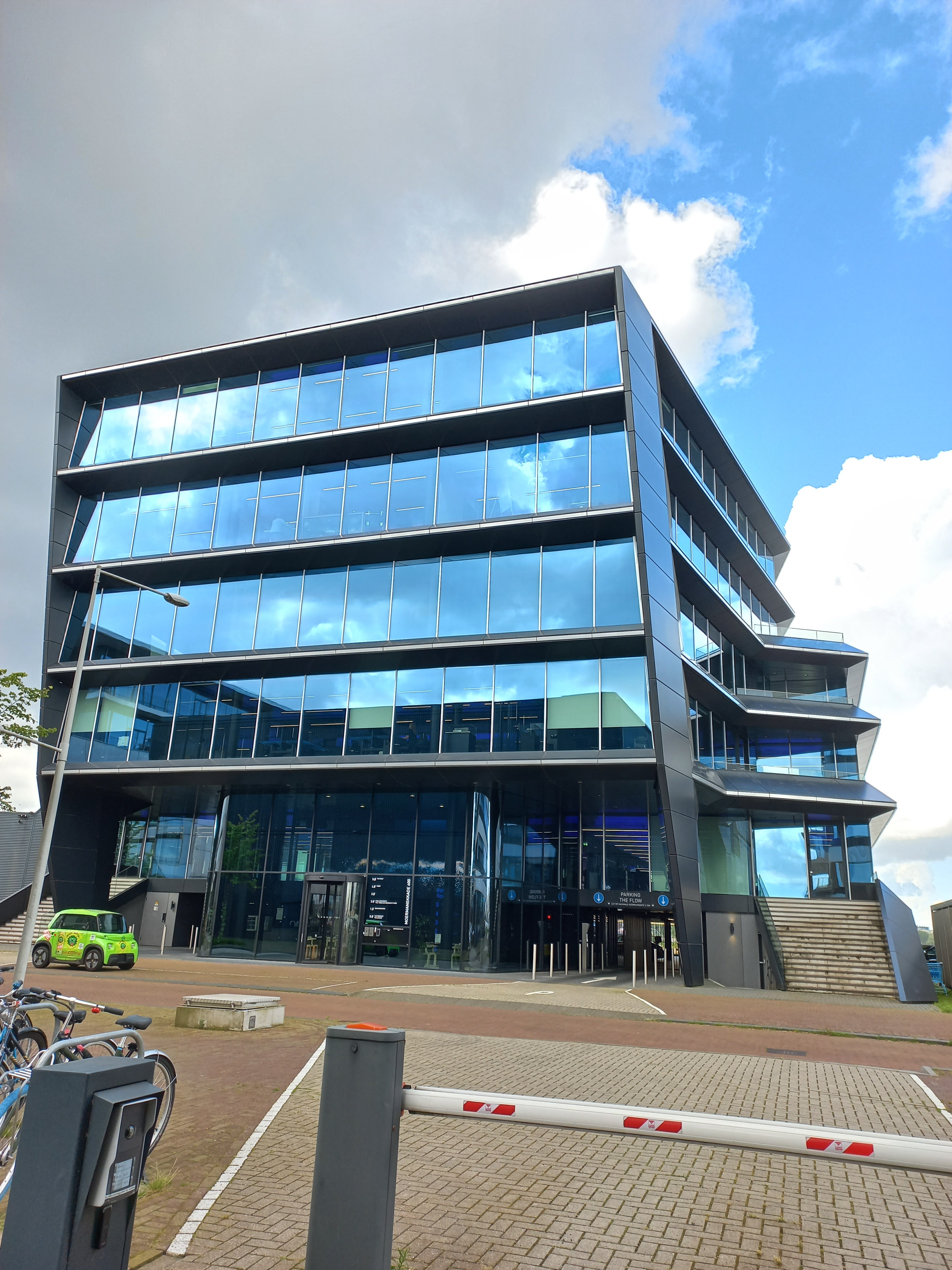
The Flow, hoofdkantoor MVSA, Moermanskkade (juli 2024)

MVSA Architects, ook wel MVSA en oorspronkelijk Meyer en Van Schooten Architecten geheten, is een Nederlands architectenbureau.
Dit architectenbureau werd in 1984 opgericht door Roberto Meyer (Bogota, 1959) en Jeroen van Schooten (Amstelveen, 1960). De twee architecten beëindigden hun samenwerking in 2013, waarna Meyer verderging met MVSA en Van Schooten met anderen het bureau "Team V Architectuur" opzette.

## Portfolio
- Het hoofdkantoor van KEMA, Arnhem (1993-'96)
- Infinity (ING House), Amsterdam (1999-2002)
- Renovatie Amsteldok (Rivierstaete), Amsterdam (2016-2019)
- Station Rotterdam Centraal, Rotterdam
- Miami Tower in Rotterdam Nesselande (2007-2010)
- EMA, Amsterdam (-2020)
- Renovatie Universiteitskwartier, Amsterdam (2019-)
- Gebouw The Flow (waarin eigen kantoor) aan de Moermanskkade, Amsterdam (2019-2020)
- Wonderwoods, Utrecht (2020-2023)
- Valerius, Amsterdam-Zuid
- Kavel O Crossroads, Sloterdijk
- Westfield Mall of the Netherlands, Leidschendam-Voorburg  (2006-2011)

## Fotogalerij

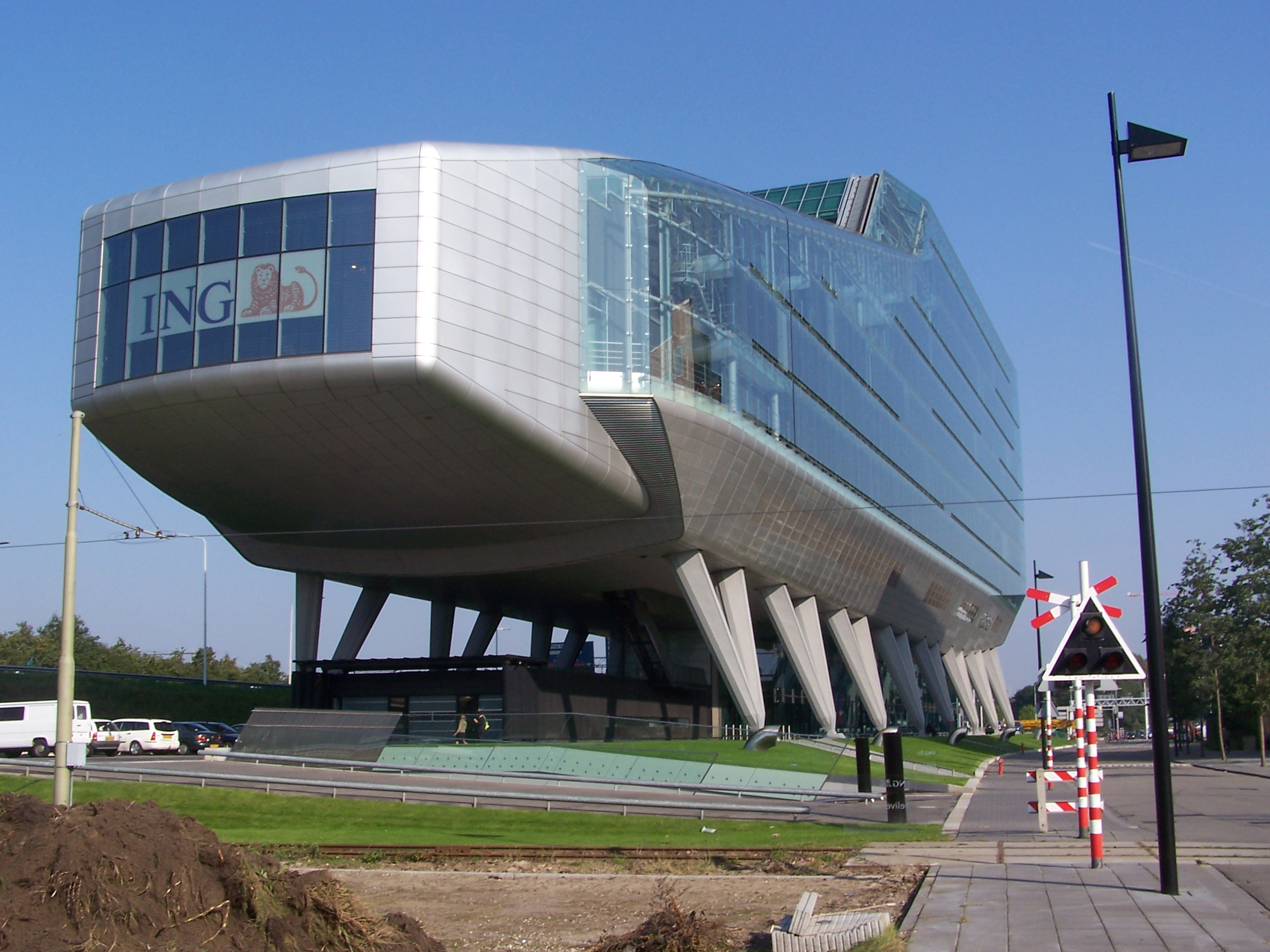
ING House / Infinity Amsterdam, 2002
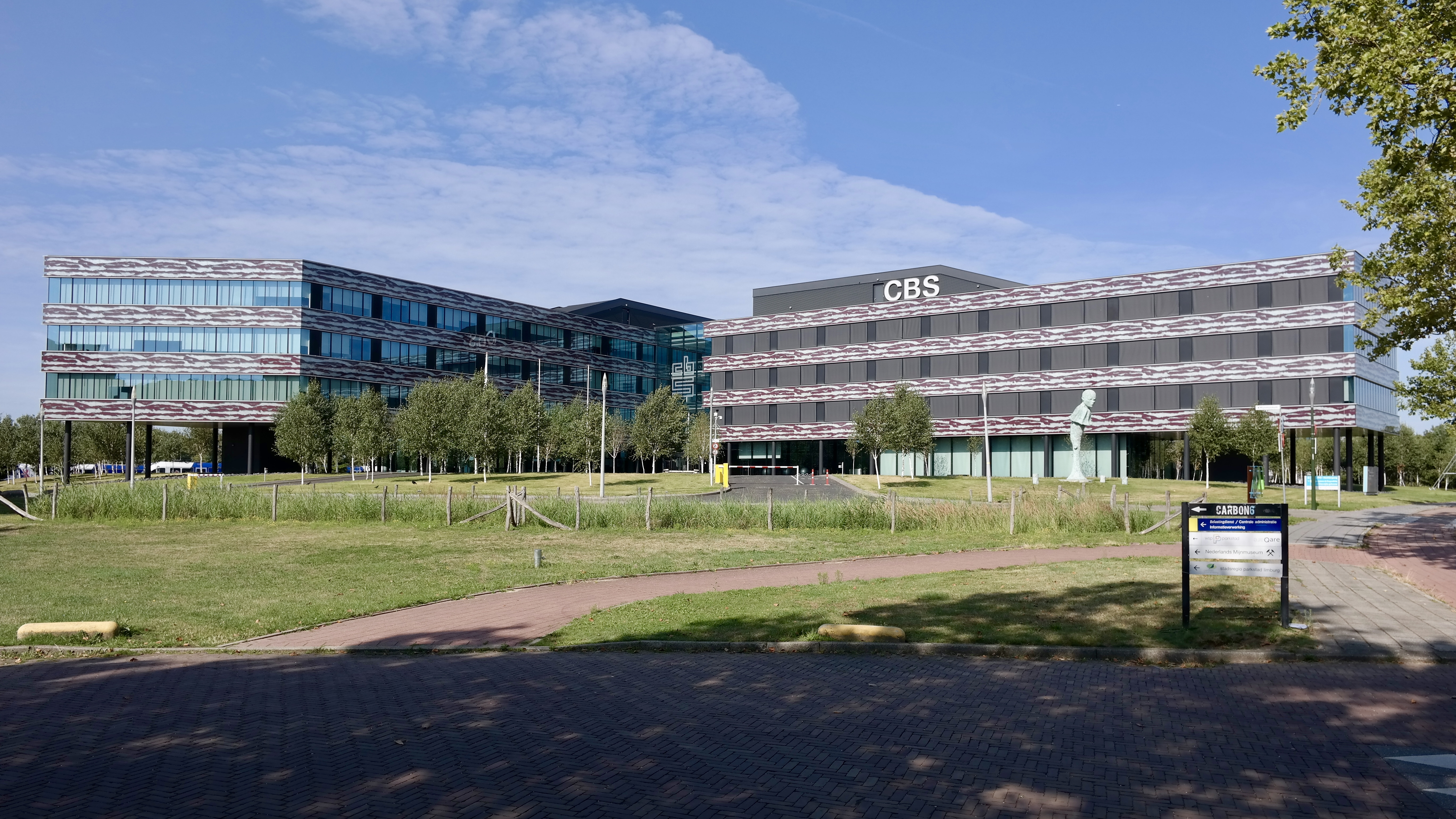
Centraal Bureau voor de Statistiek Heerlen, 2009
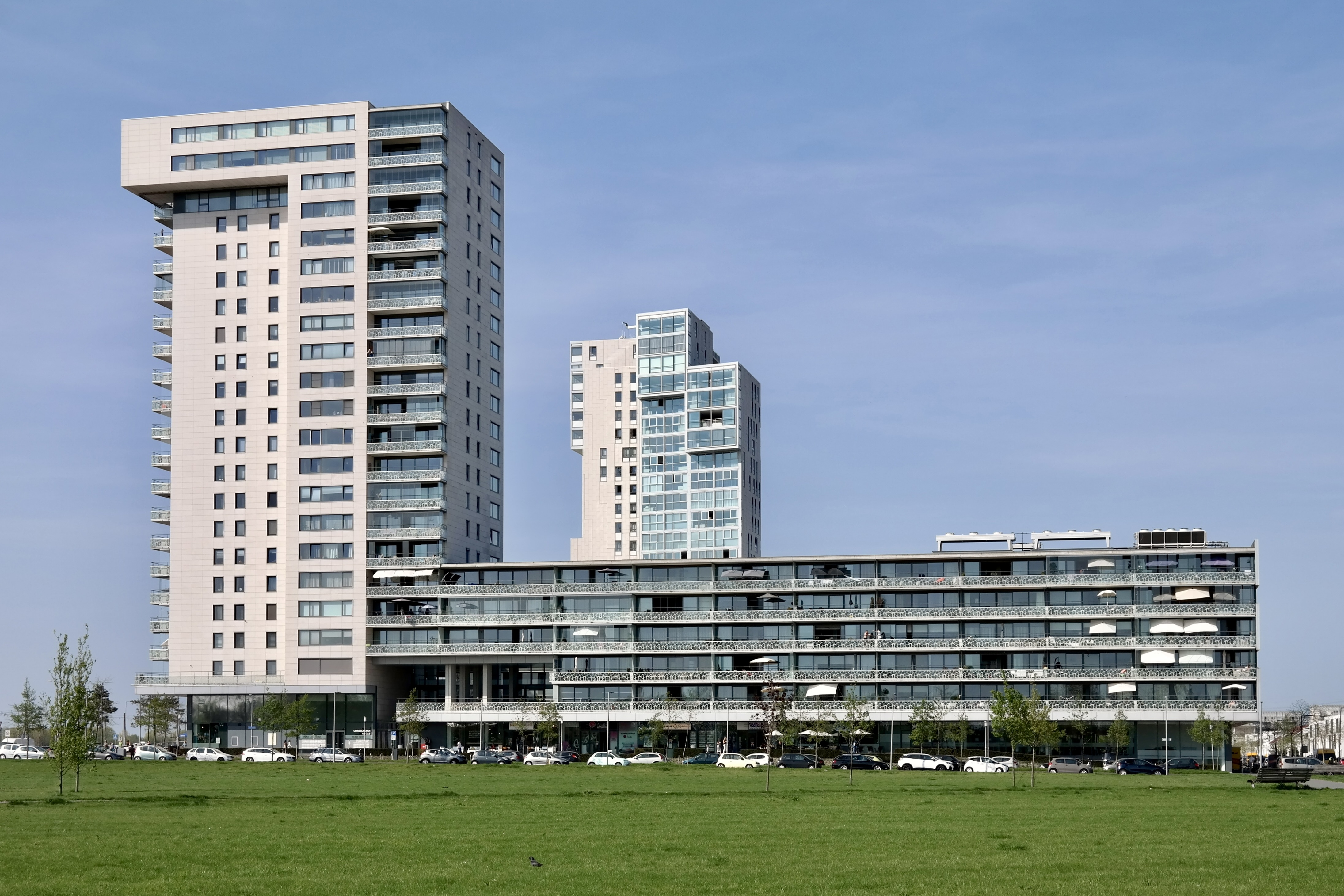
Miami Tower Rotterdam, 2010
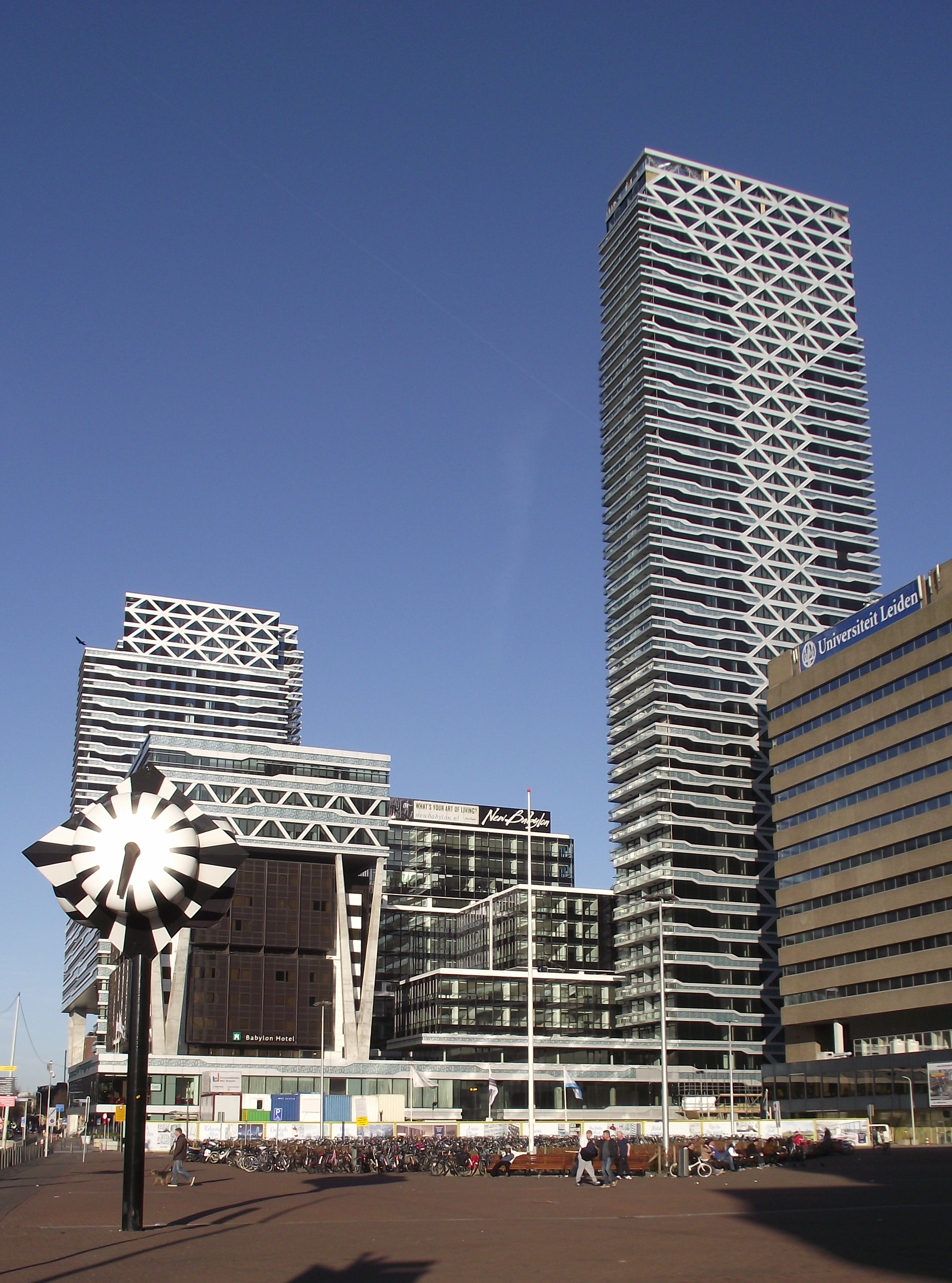
New Babylon Den Haag, 2013
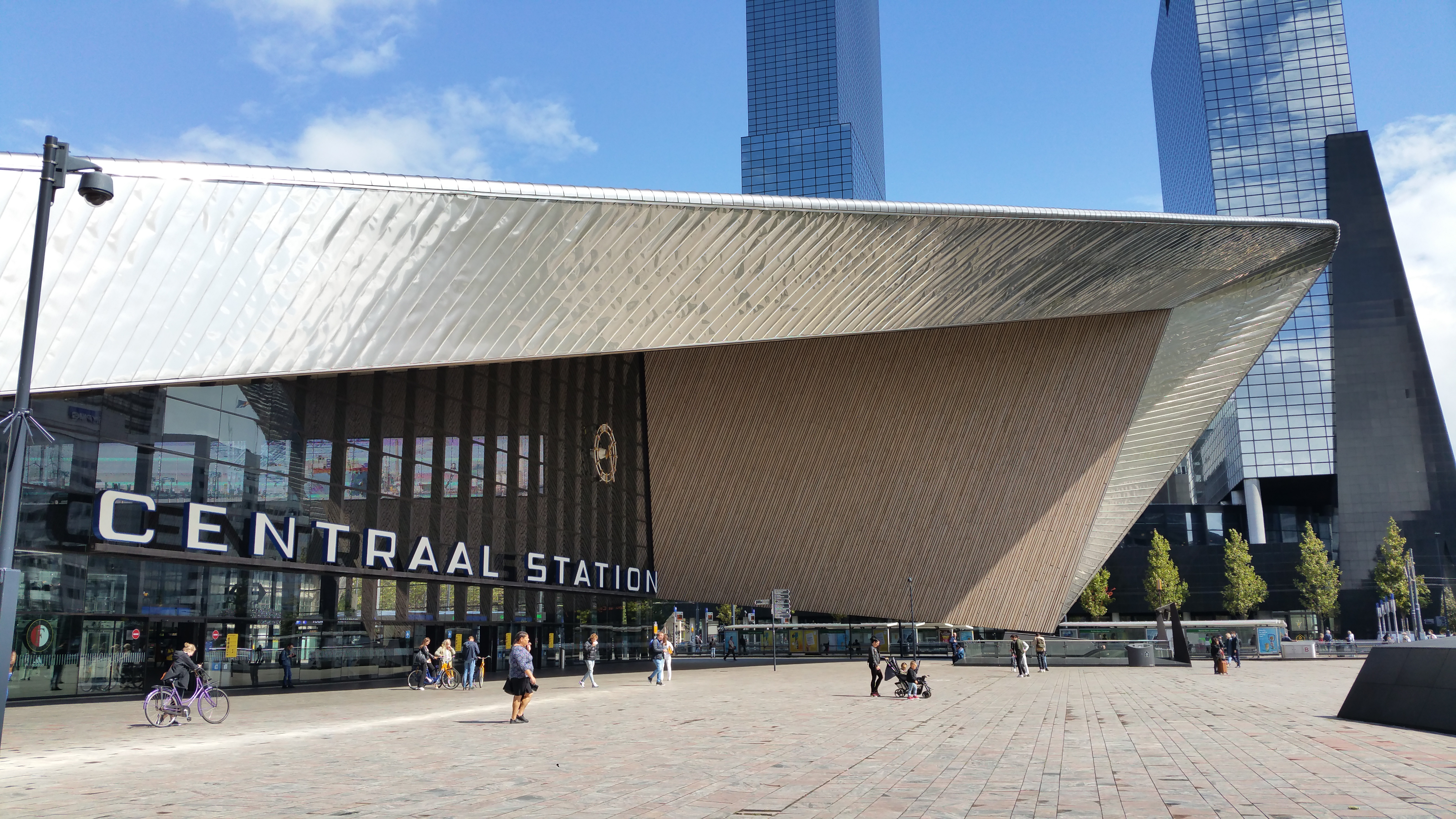
Centraal Station Rotterdam, 2014
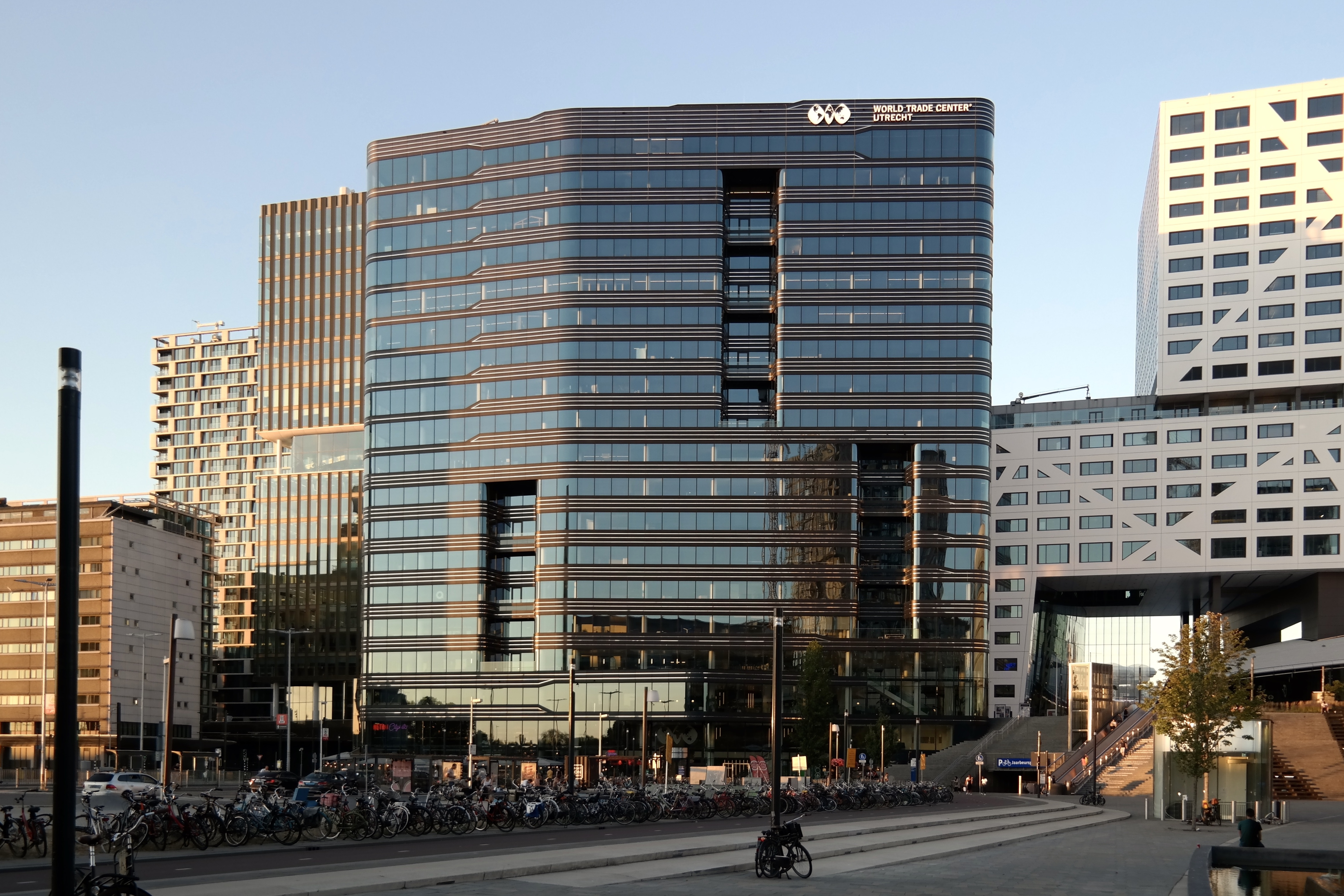
World Trade Center Utrecht, 2018
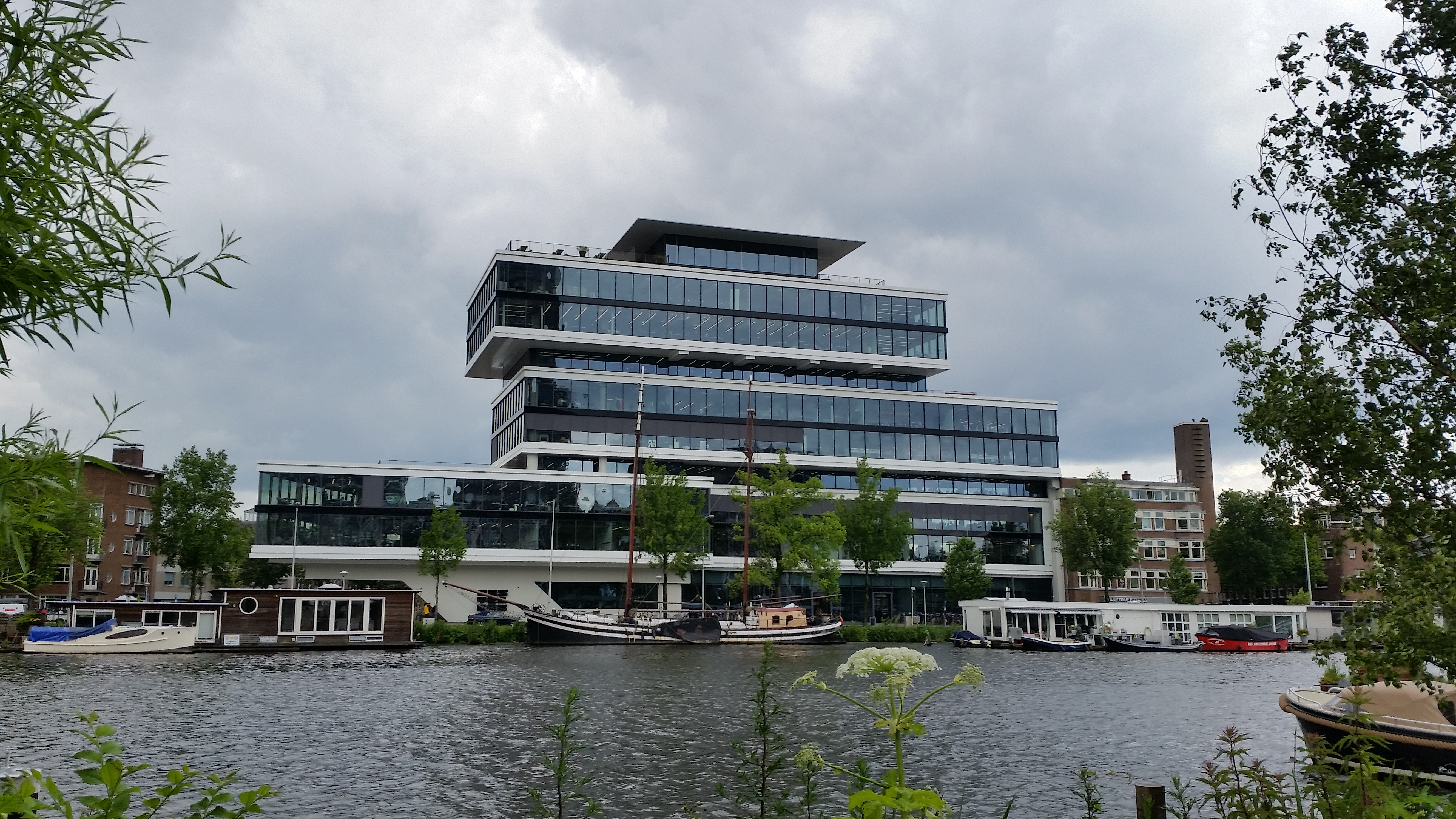
Rivierstaete na renovatie door MVSA, 2018
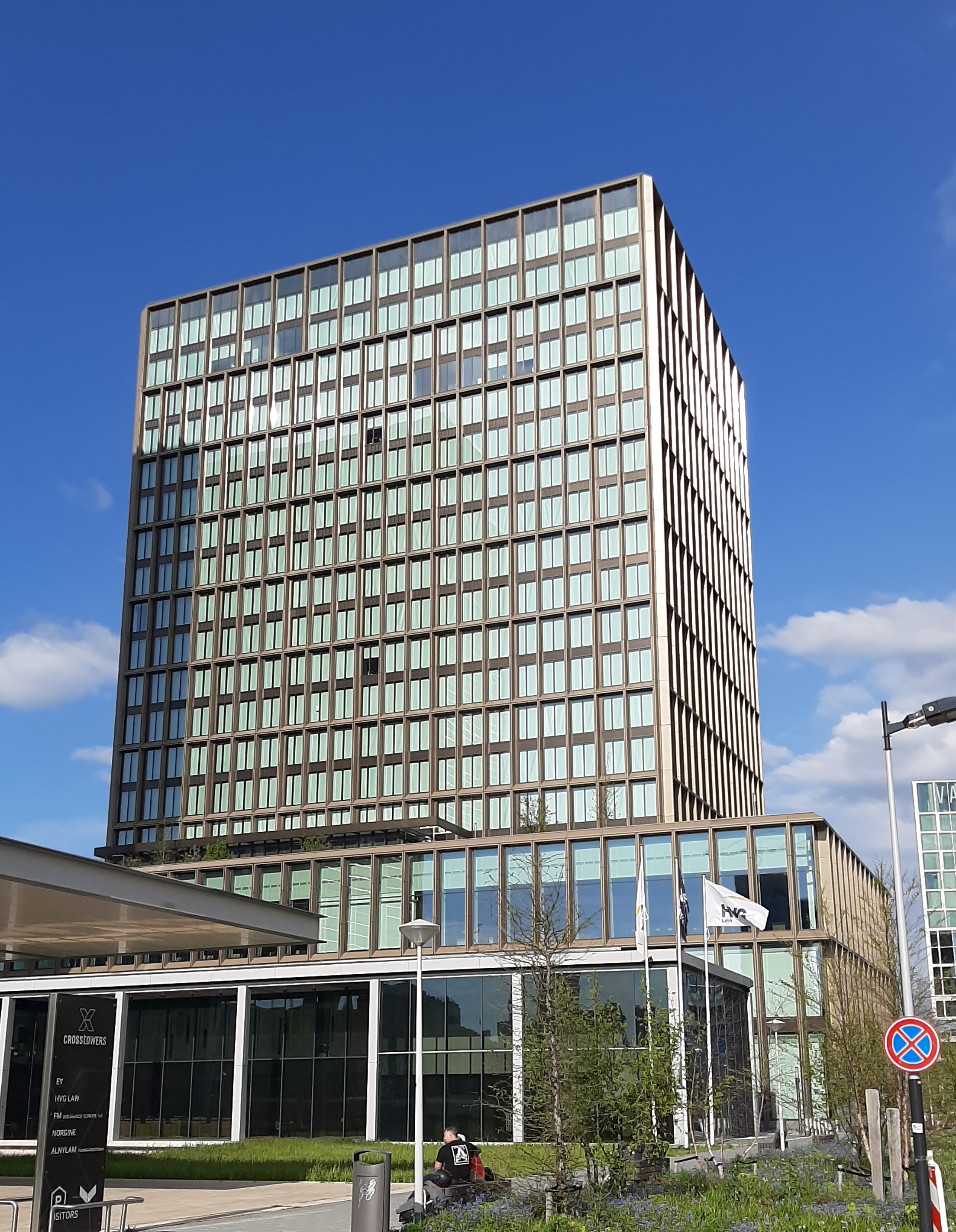
Europees Medicijnagentschap (EMA) Amsterdam, 2019
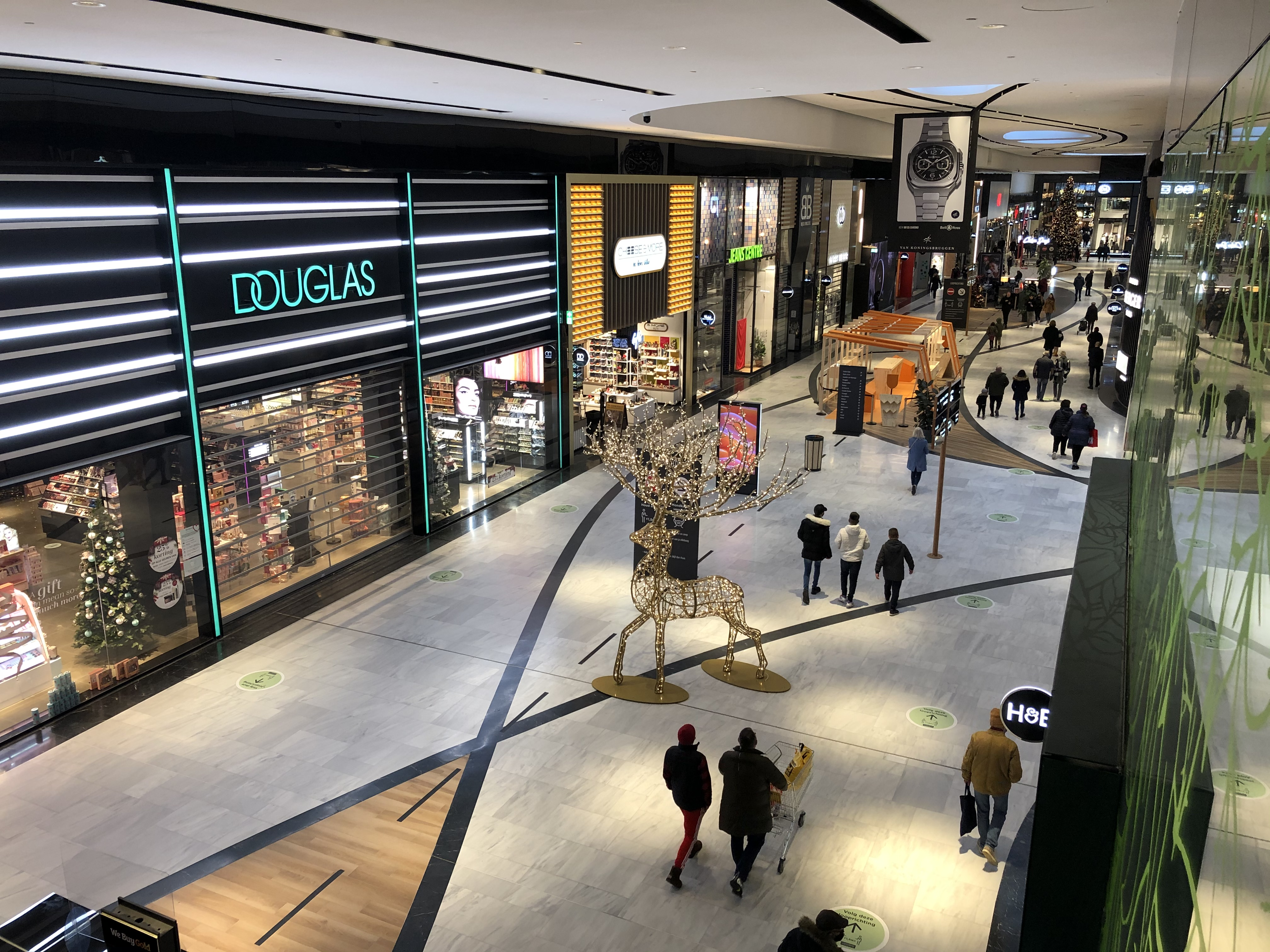
Westfield Mall of the Netherlands